# Nhà thờ Tổng lãnh thiên thần Michael ở Kujawy
Nhà thờ Tổng lãnh thiên thần Michael ở Kujawy (tiếng Séc: Kostel svatého Michaela archanděla v Kujavách) là một nhà thờ Công giáo La Mã được xây dựng vào đầu thế kỷ 19. Nhà thờ thuộc giáo phận Ostrava-Opava, tọa lạc ở làng Kujavy, huyện Nový Jičín, vùng Moravskoslezský, Cộng hòa Séc. Thánh đường này có tên trong danh sách các di tích văn hóa cấp quốc gia.

## Lịch sử
Ban đầu, một nhà nguyện bằng gỗ dành cho các thiên thần hộ mệnh đã có ở làng Kujavy từ thế kỷ 14. Năm 1713, nhà nguyện này không may bị thiêu rụi trong một trận hỏa hoạn, nhưng sau đó vẫn được sửa chữa. Trên địa điểm của nhà nguyện, nhà thờ dành riêng cho Tổng lãnh thiên thần Michael ở làng Kujavy bắt đầu được xây dựng vào ngày 9 tháng 9 năm 1830. Ba năm sau, nhà thờ được hoàn thành. Đức Tổng giám mục Ferdinand Maria Chotek của Olomouc đã cử hành lễ thánh hiến nhà thờ vào ngày 12 tháng 6 năm 1834.
Nhờ vào sự đóng góp của cộng đồng, công việc tu sửa nhà thờ ở quy mô lớn bắt đầu diễn ra từ năm 2014.

## Kiến trúc
Nhà thờ Tổng lãnh thiên thần Michael ở Kujawy được xây dựng theo phong cách Đế chế. Đây được đánh giá là một trong những công trình lớn nhất ở làng Kujawy lúc bấy giờ. Trên tháp chuông có một đồng hồ được lắp đặt vào năm 1867 (hiện nay đã ngừng hoạt động). Bên trong nhà thờ có ghế dài đủ sức chứa cho hơn 200 tín hữu.